# Klaus Penner
Klaus Penner (* 2. September 1921 in Danzig; † 13. Januar 1998) war ein deutscher Admiralarzt der Bundesmarine.

## Leben
Klaus Penner war ein Sohn des Dr.-med. Cornelius und Margot, geb. Thomas, Penner. Er studierte in Bonn, Köln, Freiburg, Danzig und Kiel.
Von 1969 bis 1972 war er als Flottenarzt Abteilungsleiter IV (Sanitätsoffiziere) im Personalamt der Bundeswehr. Später war er als Lehrer an der Marineschule Mürwik.
Als Admiralarzt war er von April 1979 bis September 1981 Kommandeur und Chefarzt des Bundeswehrkrankenhaus Hamburg. Anschließend ging er in den Ruhestand.
Am 4. Februar 1982 wurde er mit dem Verdienstkreuz 1. Klasse ausgezeichnet.
Er war mit der Medizinerin Brigitte, geb. Bauck, (1922–2015) verheiratet.